# Entrevista a Hendaia
L'Entrevista a Hendaia fou una trobada entre Francisco Franco i Adolf Hitler el 23 d'octubre de 1940 a l'estació de tren de la localitat francesa d'Hendaia prop de la frontera amb Espanya. Els dictadors foren assistits pels seus ministres d'afers exteriors Ramón Serrano Suñer i Joachim von Ribbentrop respectivament.
La trobada estigué marcada per la negativa de Franco d'entrar en la Segona Guerra Mundial (tret de la Divisió Blava) i la falta de suport de Hitler cap a les reivindicacions espanyoles sobre el Protectorat francès del Marroc, ja que en aquell moment als alemanys els interessava mantenir una bona relació amb govern titella de Vichy. Així Franco tampoc acceptà les pretensions alemanyes que pretenien establir bases aèries en diferents territoris colonials espanyols. Hitler explicà també detalls de l'Operació Fèlix que pretenia envair Gibraltar el gener de 1941 i que mai s'executà a causa de la falta de suport espanyol.
La documentació històrica, però ha desmentit que Franco fos contrari a l'entrada d'Espanya a la Segona Guerra Mundial. Tot i que testimonis de l’època donaven suport a la versió de Franco, falsificant fotografies que mostraven Franco somrient al costat d'un Hitler aparentment desil·lusionat, i que l'Administració espanyola destruís tota la informació sobre la trobada, documentació alemanya de la reunió mostraria i permetria assegurar que el dictador espanyol estava disposat a entrar a la guerra del costat de les Potències de l'Eix:
- Un memoràndum diplomàtic redactat per un alt funcionari alemany, possiblement Paul Schmidt agregat del ministeri d'afers exteriors nazi, explicaria que segons l'informe, Hitler digué a Franco en el vagó "Erika" del tren del Führer que "si sortia bé l'operació consistent a dur a terme un gran front contra Anglaterra, llavors la lluita per tots els implicats es podria alleugerir i ràpidament es podria acabar. Per establir aquest front, els desigs espanyols i les esperances franceses eren traves en el camí".
- En un segon document sobre la reunió entre Ribbentrop i Serrano Suñer a un altre vagó del tren alemany, Ribbentrop admeté a Suñer que "seria molt difícil, en el moment present, circumscriure exactament els territoris que serien assignats fos com fos a Espanya". Serrano Suñer demanaria que l'acord final no fos escabellat: "Serrano Suñer es va acomiadar mentre expressava el seu propòsit de posar al corrent el 'Caudillo' amb exactitud, des d'aquell moment, de la presa de posició alemanya. Amb anterioritat, ell havia respost al desig del ministre d'afers exteriors del Reich, després de manifestar que Espanya tenia, amb seguretat, un interès més gran que Alemanya en aquella discreció".
- El tercer document, un telegrama de Ribbentrop a l'ambaixador alemany a Madrid, datat el 6 de novembre de 1940, anunciava l'arribada del protocol secret d'Hendaia de tres còpies, després que el comte Ciano hi hagués efectuat alguna modificació. Aquest protocol secret havia de ser rebut per Suñer, i un cop signat retornat de nou a Berlín: "Li demano que les lliuri al senyor Serrano Suñer, per tal que en signi el protocol. Per tal que la celebració de l'acta pugui ser mantinguda en gran secret i els documents no corrin a través de les oficines, li demano que s'ocupi de l'assumpte, anant a veure Serrano Suñer i demanant-li les còpies immediatament, si és possible, encara en presència meva. Llavors, li prego que torni a enviar les còpies concretes per a Alemanya i Itàlia a Berlín amb el mateix missatger, mentre que les actes concretes per a Espanya es quedin a les mans del senyor Serrano Suñer. Diguin-li que prompte rebrà notícies addicionals de qüestions relatives al seguiment posterior del protocol acordat, que jo espero que s'apliquin".

El règim franquista va procedir però a destruir tota la documentació espanyola sobre l'afer, evitant revelar la implicació del règim amb el nazisme. Però el 1943, els bombardejos sobre Berlín obligaren a traslladar els fons documentals als afores de Berlín, i Von Ribbentrop va ordenar que es fessin còpies en microfilm de la documentació més important del seu ministeri. El 1945 davant el material d'arxiu havia sigut reagrupat i concentrat a Turíngia, però l'avenç de l'exèrcit soviètic va impossibilitar aconsegui transportar tota aquella documentació fora del seu abast, i bona part dels fons d'arxiu foren destruïts. Així quan el 10 d'abril de 1945 quan l'exèrcit roig ja entrava a Berlín es va ordenar telefònicament destruir tota la documentació sobre els anys del règim nazi, però l'arribada de les tropes americanes va interrompre el procés de destrucció. La part més rellevant del material d'Hendaia, però ja havia estat incinerada, i els documents semblaven perduts, però el diplomàtic alemany Carl von Loesch, encarregat de la custòdia del material més restringit, no va acatar l'ordre del tot de cremar tot el material en paper, i va amagar la documentació microfilmada, en total unes vint pel·lícules amb prop de deu mil imatges, amb la intenció de retornar aquesta documentació al futur govern alemany. Von Loesch va col·locar el material en una capsa metàl·lica de galetes que va embolcallar amb draps molls d'oli per aconseguir evitar una ràpida degradació del seu contingut, i va enterrar la capsa al parc del palau de Schönberg, on ell estava evacuat. Al cap de pocs dies, però, el diplomàtic alemany va confessar els fets a un oficial britànic a càrrec d'un equip d'investigació que cercava documentació sobre el Tercer Reich. Temps després, alemanys i nord-americans van fer una edició d'aquests documents, que serviren als historiadors per conèixer de primera mà tots els secrets de la reunió d'Hendaia, i que la revista SÀPIENS va publicar el febrer de 2008 és una reproducció dels documents originals d'aquella trobada, que no havien estat mai publicats fins aleshores.